# 小さいおじさん
小さいおじさん（ちいさいおじさん）は、日本の都市伝説の一つ。その名の通り、中年男性風の姿をした小人がいるという伝説であり、2009年ごろから話題になっている。

## 概要
目撃談によると、「小さいおじさん」の身長は8センチメートルから20センチメートル程度。窓に貼りついていた、浴室にいたなどの目撃例があり、道端で空き缶を運んでいた、公園の木の上にいた、などの話もある。ウェブサイトでも「小さいおじさん」に関する掲示板や投稿コーナーが設置されている。

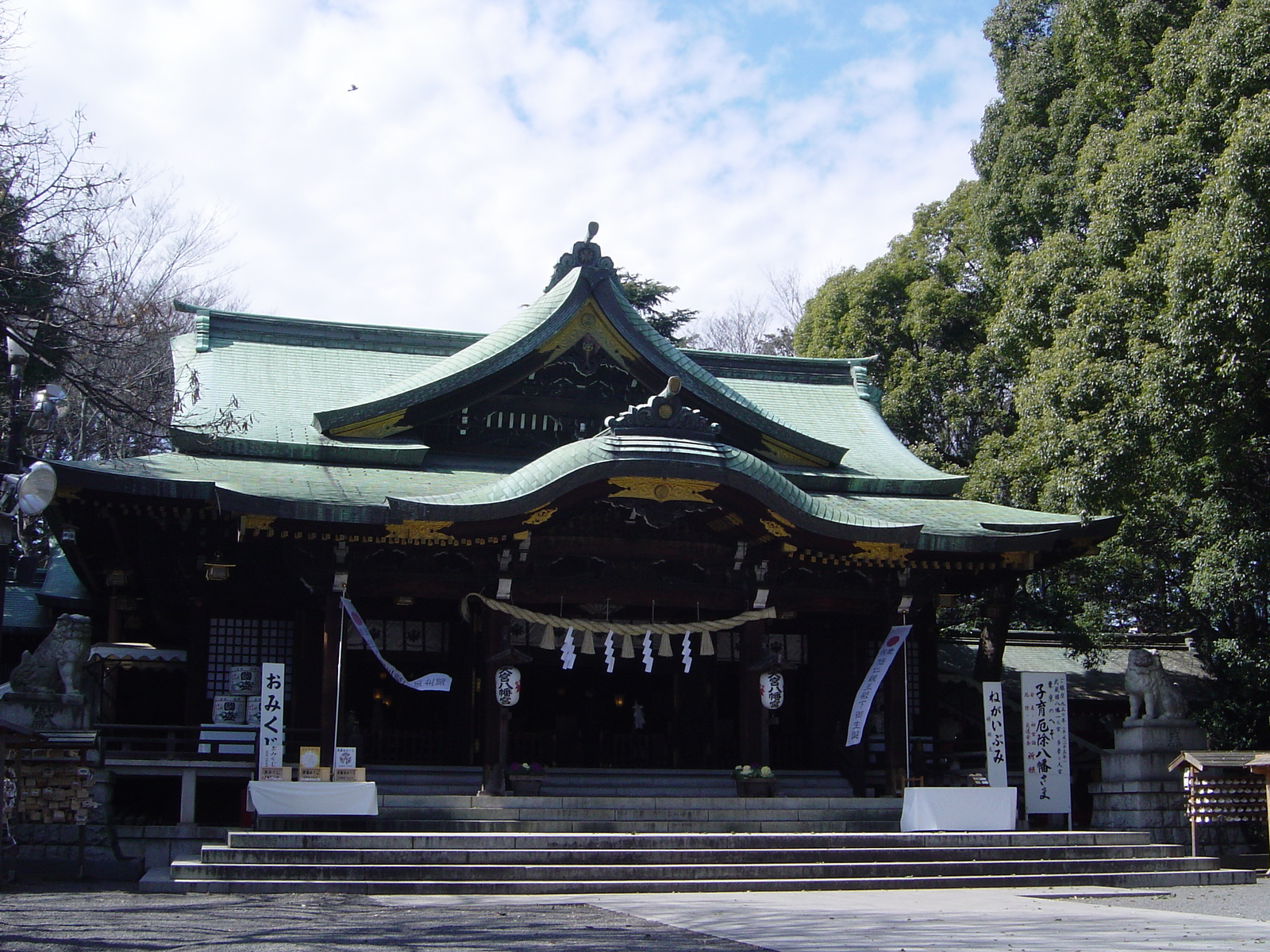
大宮八幡宮

都市伝説の語りで知られる関暁夫が、2009年3月15日にテレビ番組「やりすぎコージー」（テレビ東京）で「関東中央の神社の参拝者に妖精がついてくる」と話し、「小さいおじさん」を目撃したという後述の俳優・的場浩司も同神社によく足を運ぶ旨の発言をして以来、番組中では神社の名がカットされていたものの、東京都杉並区の大宮八幡宮が「小さいおじさん」の住処になっているとの噂が多く、番組放映直後の3月の連休には、例年の倍以上の参拝者が殺到しており、それ以降も徐々に参拝者が増えている。
2010年にはキャラクターグッズとして、携帯ストラップ「幸せをよぶ小さいおじさん」が発売され、小さいおじさんを目撃すると小さな幸せがある、見た後は成功するなどと宣伝された。
2011年には、昭和47年（1972年）に秋田県で撮影された写真に、身長15センチメートルほどの小人らしきものが写りこんでおり、「小さいおじさん」の写真として、妖怪研究家・山口敏太郎の解説とともに新聞紙上で報道された。

## 目撃談
ミュージシャンやグラビアアイドルなど、芸能人による目撃談の多いことが特徴の一つ。特に釈由美子はこの伝説がブームとなるよりも約10年前から、『国分太一&美輪明宏&江原啓之のオーラの泉』などで「小さいおじさんの姿の妖精を見た」と語っていた。
- 岡田准一（V6）
  - 自宅のポットを小さいおじさんとおばさんの2人が引っ張っていた[2]。
- 黒瀬純（パンクブーブー）
  - 小学1年生の頃に目撃。木の幹に開いた穴に入ったクワガタを取ろうとして煙幕花火を投げ込んだところ、中から小さいおじさんが咳きこみながら出てきて、「煙たいよバカ」と吐き捨て、木の上に登って行った[12]。
- 釈由美子
  - 浴室で泣いていると、小さいおじさんに励まされたが、怖くてシャワーで流した[2]。
  - パジャマを着た小人が体操していた[2]。
  - 2008年末、鏡餅の上のミカンを小脇に抱えて走り去った[11]。
  - アロマキャンドルの炎で暖をとっていた[11]。
  - 全身を使ってスマートフォンを操作していた[13]。
  - 着ていたジャージに「村田」と書いてあった[13]。
- 種馬マン（モリマン）
  - 自宅マンション前でごみを捨てようとしたところ、身長30から40センチメートルほどの小さいおじさんが自転車で走ってきた。悲鳴を上げてゴミ袋を捨てて自室へ逃げ込んだ翌朝、捨てたはずのごみが布団の周りに散乱していた[14]。
- 土岐田麗子
  - ベッドに「小さいおじさん」と思しき妖精がもたれかかっていたが、見つかるとタオルケットの下に隠れた[2]。
- 中島美嘉
  - ハーレーダビッドソンに乗っていた[9]。
- 的場浩司
  - 小さいおじさんの群れに髪をドレッドヘアーにされた[2]。
- 南まりか
  - 自宅の洗濯機の近くに半ズボンやスーツ姿の小さいおじさんが現れるが、見つかると洗濯機の後ろに逃げる[2]。
- 山口敏太郎
  - 疋田紗也のグラビア企画中、疋田の頭上に小さな人型が浮かび上がった[2]。
  - 事務所に持ち込まれた写真で、新宿御苑の窓に20センチメートルほどの小さな侍が写りこんでいた[2]。
- 渡辺徹
  - 妻の榊原郁恵や母親と旅館に宿まった深夜、突然金縛りに遭ったかと思うと、小さな侍が部屋に入ってきた。侍は寝ている渡辺の上を乗り越えて、テーブルに置いてあったイチゴを食べた。翌朝、妻・郁恵にその話をしようとしたら、先に郁恵からその話を切り出された。イチゴにはかじられた跡が残っていた[2]。
  - 自宅の監視システムが侵入者を感知したので見にいくと、ガレージの車の下に黒い影が逃げ込んだ。ネコか何かかと思い、車の下から追い出そうとすると、身長30センチメートルほどの上半身が人間の裸で、下半身と顔がネズミのような男が現れ、逃げて行った。以来、毎晩12時になると飼い犬が何者かに向かって吠える。また、渡辺だけでなく息子も同時に目撃しており、近所の住人も目撃しているとのこと[2]。

他にも稲川淳二、大島優子（AKB48）、小野恵令奈、木下優樹菜、倉持明日香（AKB48）、小池栄子、千秋、長瀬智也（TOKIO）、浜田雅功（ダウンタウン）、平山あや、松嶋初音、水木しげる、森久美子、柳原可奈子、橋本環奈らが目撃談を語っており、『ダウンタウンDX』『やりすぎコージー』などのテレビ番組でも話題となった。オカルト情報雑誌『ムー』の編集長はこの都市伝説を、テレビ番組を通じて一気に世間に広まったものと語っている。

## 正体
妖精、河童、妖怪、幽霊、宇宙人といった、何らかの未確認生物の可能性はあるが、実際には肉体および精神的な疲労などを原因とする幻覚と指摘されている。その根拠として、目撃談の大半が就寝中または夜中であること、小人の話を精神科医が頻繁に聞かされていることが挙げられる。こうした小人の正体をレビー小体型認知症による幻覚とする説があり、妖怪研究家・山口敏太郎は自身の祖母が小人を目撃したという体験談を挙げ、その正体を病気によるものと結論づけている。
また、何らかの薬の副作用という説がある。他に、禿げ頭が光って見えるというイメージから、単に虫を見間違えたとの指摘がある。2025年には北海道新冠町で、小さいおじさんに似たものが目撃されてSNSで話題となったが、正体はクモとみられた事例がある。
その一方、コロポックルなど小人の伝説も実際に伝わっているため、一概に幻覚説によって、小人の存在は否定できないとの意見がある。